# みさきネット
みさきネット（misaki net）は、岡山県久米郡美咲町役場情報交通課が運営するケーブルテレビ施設である。2007年に業務開始。

## 所在地
- 美咲町役場情報交通課みさきネット係
  - 岡山県久米郡美咲町原田1735番地（美咲町役場内）

## 歴史
- 2007年（平成19年）
  - 3月14日 - 20日 - 告知放送の試験放送。
  - 4月1日 - 告知放送・インターネットサービスの試験運用を開始。
  - 5月1日 - 告知放送・インターネットサービスを正式に開始。
  - 10月1日 - ケーブルテレビの試験放送を開始。
  - 11月1日 - 本放送を開始。
- 2008年（平成20年）4月1日 - 告知放送の無料化（出典「広報みさき」2008年4月号）。
- 2009年（平成21年）4月 - IP電話サービス開始

## 概要
美咲町の光ケーブルによる情報基盤整備事業（ラストワンマイル）を利用し、告知放送（美咲町役場からの音声によるお知らせ放送）、ケーブルテレビ、インターネット接続、IP電話のサービスを行う。なお、告知放送に加入してからその他のサービスの利用の有無を選択する制度である。またケーブルテレビはデジタル放送のみとなる予定であったが、アナログの地上波NHKと民放の再送信がある（自主放送チャンネルはデジタル放送のみ。）。多チャンネルパックは岡山ネットワークによる。
- 加入件数 5580件
  - インターネット利用の加入件数 - 1286件（出典「広報みさき」2007年4月号）
  - ケーブルテレビ利用の加入件数 - 約1700件（出典「広報みさき」2007年10月号）

## サービスエリア
- 岡山県久米郡美咲町

## 主な放送チャンネル

### 地上波系列別再送信局
| NHK-G   | NHK-E   | NNN/NNS    | ANN          | JNN         | TXN            | FNN/FNS  | JAITS      |
| ------- | ------- | ---------- | ------------ | ----------- | -------------- | -------- | ---------- |
| NHK岡山 | NHK岡山 | 西日本放送 | 瀬戸内海放送 | RSK山陽放送 | テレビせとうち | 岡山放送 | サンテレビ |

### テレビ局
| チャンネル | チャンネル  | 放送局                               |
| アナログ   | デジタル    | 放送局                               |
| ---------- | ----------- | ------------------------------------ |
| ○          | D011(1)     | NHK岡山総合                          |
| ○          | D021(2)     | NHK岡山Eテレ                         |
| ○          | D031(3)     | サンテレビジョン                     |
| ○          | D041(4)     | 西日本放送                           |
| ○          | D051(5)     | 瀬戸内海放送                         |
| ○          | D061(6)     | RSK山陽放送                          |
| ○          | D071(7)     | テレビせとうち                       |
| ○          | D081(8)     | 岡山放送                             |
| 無し       | D121(12)    | みさきタウンTV                       |
|            | BS101 - 102 | NHK BS                               |
|            | JC700       | （エラボ）ウェルカムチャンネル       |
|            | JC710       | ショップチャンネル                   |
|            | JC711       | QVC                                  |
|            | JC712       | お天気チャンネル                     |
|            | JC735       | GAORA                                |
|            | JC750       | チャンネルNECO                       |
|            | JC751       | ファミリー劇場                       |
|            | JC753       | 時代劇専門チャンネル                 |
|            | JC754       | Dlife                                |
|            | JC755       | スーパー!ドラマTV                    |
|            | JC770       | スペースシャワーTV                   |
|            | JC782       | アニマックス                         |
|            | JC790       | 日経CNBC                             |
|            | JC798       | ヒストリーチャンネル                 |
|            | JC799       | ナショナルジオグラフィックチャンネル |

- 地上デジタルテレビジョン放送は、地上デジタル対応テレビまたはチューナーであれば視聴可能。
- コミュニティチャンネルは「みさきチャンネル」（美咲町自主放送）、「Oniビジョンチャンネル4」（岡山ネットワーク制作）、「グリーンチャンネル」（アグリネットのみ）の3つで構成される。
- 多チャンネルパック（チャンネル番号がBS・JCで始まるもの）があり、oniビジョン（岡山ネットワーク）と契約して利用する。

## インターネット
- インターネットサービスは以下のインターネットサービスプロバイダと契約して利用する。
  - TikiTikiインターネット（株式会社エヌディエス）
  - 晴れの国ネット（株式会社シックス）
  - Oniビジョン（岡山ネットワーク株式会社）
  - チェリーネット（美咲町（町営））